# Насреддинов, Рафиг Гусейн оглы
Рафиг Гусейн оглы Насреддинов (азерб. Rafiq Hüseyn oğlu Nəsrəddinov; 18 марта 1961 — 6 сентября 1992) — военнослужащий Вооружённых сил Республики Азербайджан, старший лейтенант. Национальный герой Азербайджана (1994).

## Биография
Родился Рафиг Насреддинов 18 марта 1961 года в Баку, в семье моряка. Корнями происходил из села Алпан Губинского района Азербайджана.
В 1968 году поступил в среднюю школу № 39 Наримановского района Баку, в 1978 году окончил десятый класс этой школы. В 1979 году  был призван на срочную военную службу в ряды Советской армии, служил в танковых войсках. В 1981 году, демобилизовавшись, возвратился домой и поступил в Азербайджанский государственный университет. Успешно прошёл обучение и окончил университет в 1987 году и был направлен на работу инженером в институт водного хозяйства.

### Участие в Первой карабахской войне
Во время вооружённого армяно-азербайджанского конфликта в 1992 году был призван Сабаильским районным военным комиссариатом в ряды Национальной армии Азербайджана в качестве офицера. С первого дня пребывания на фронте проявил себя как опытный знающий военное дело военнослужащий. Пользовался большим уважением среди боевых друзей. По приказу командования, был назначен начальником штаба танковой части. Принимал активное участие в боевых действиях в Агдеринском районе.
6 сентября 1992 года старший лейтенант Насреддинов в окрестностях села Кызылгая Агдеринского района, сражаясь в неравном бою, героически погиб.
Был женат, воспитывал двоих дочерей (Айнур и Наргиз).

## Память
Указом президента Азербайджанской Республики № 203 от 16 сентября 1994 года старшему лейтенанту Рафигу Гусейн оглы Насреддинову было присвоено звание Национального героя Азербайджана (посмертно).
Похоронен в Аллее шахидов города Баку.
Средняя школа № 39 города Баку, в которой учился Национальный герой Азербайджана, носит имя Рафига Насреддинова. Здесь же ему установлен бюст. На здании где он жил размещена мемориальная доска. Снят документальный фильм посвящённый Национальному герою «Şəhidliyin zirvəsi».